# 애기사마귀
애기사마귀는 사마귀목에 속하는 곤충이다. 한국, 중국, 일본에 분포한다.

## 사진

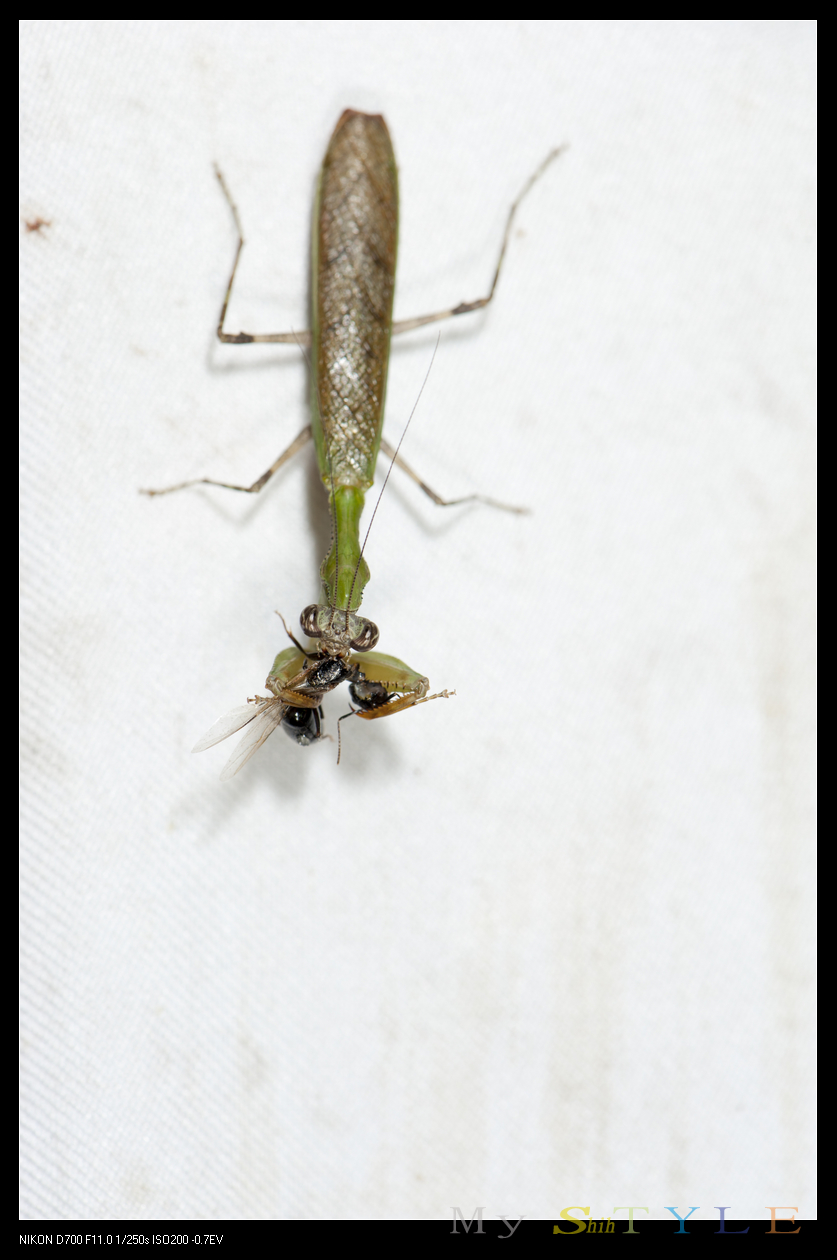
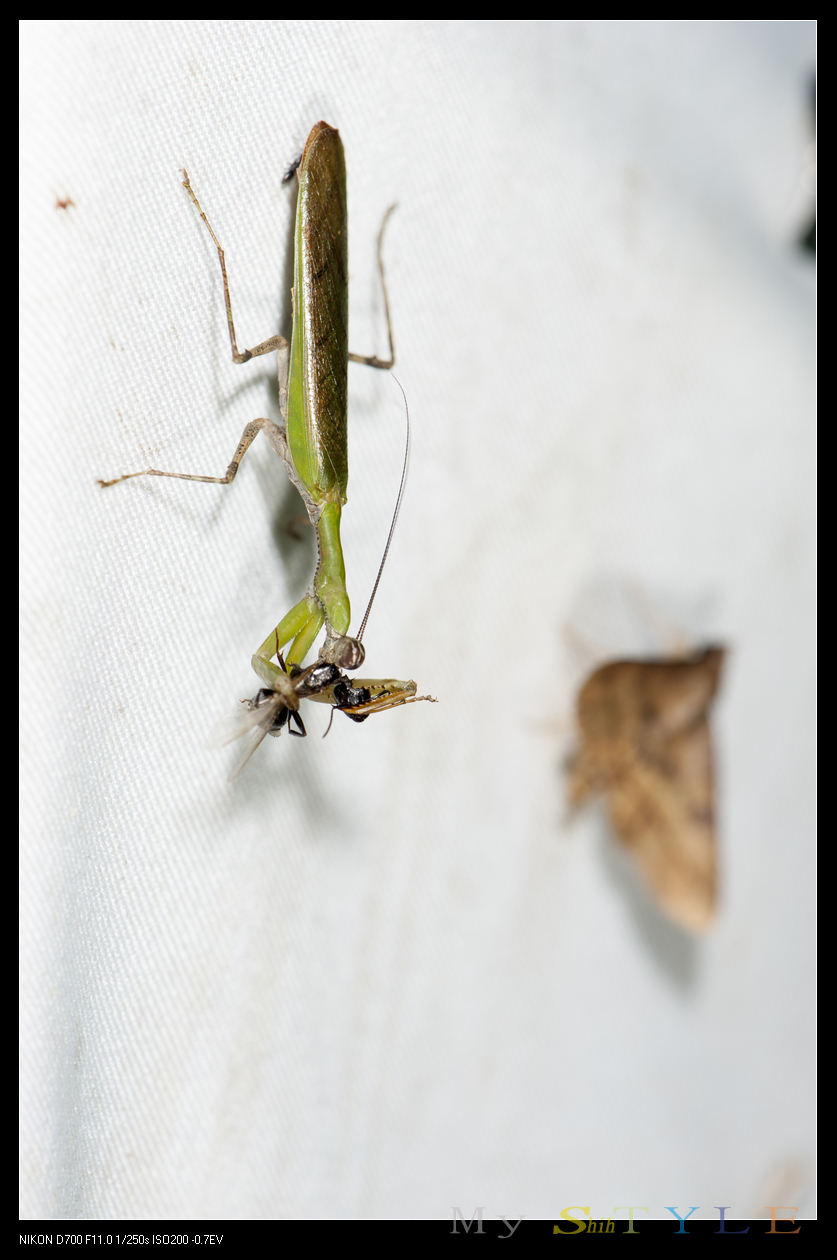
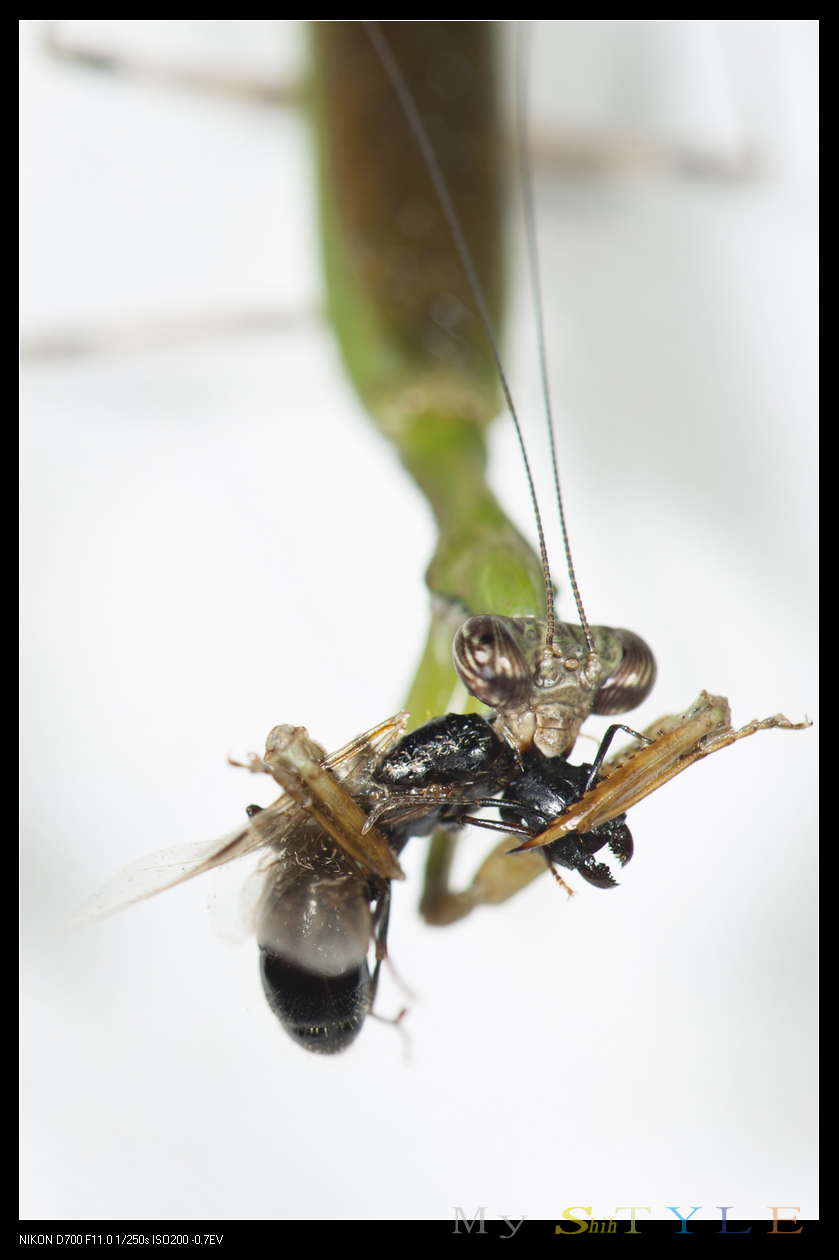
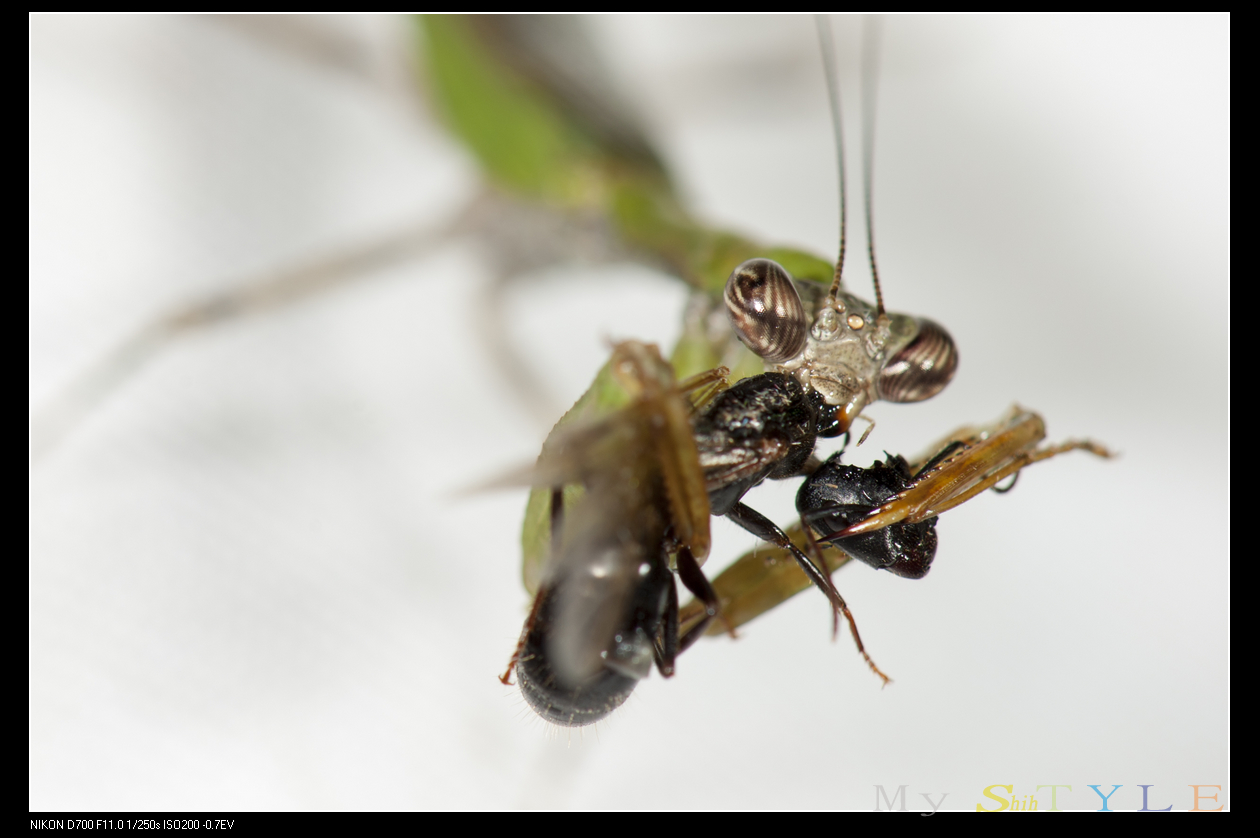
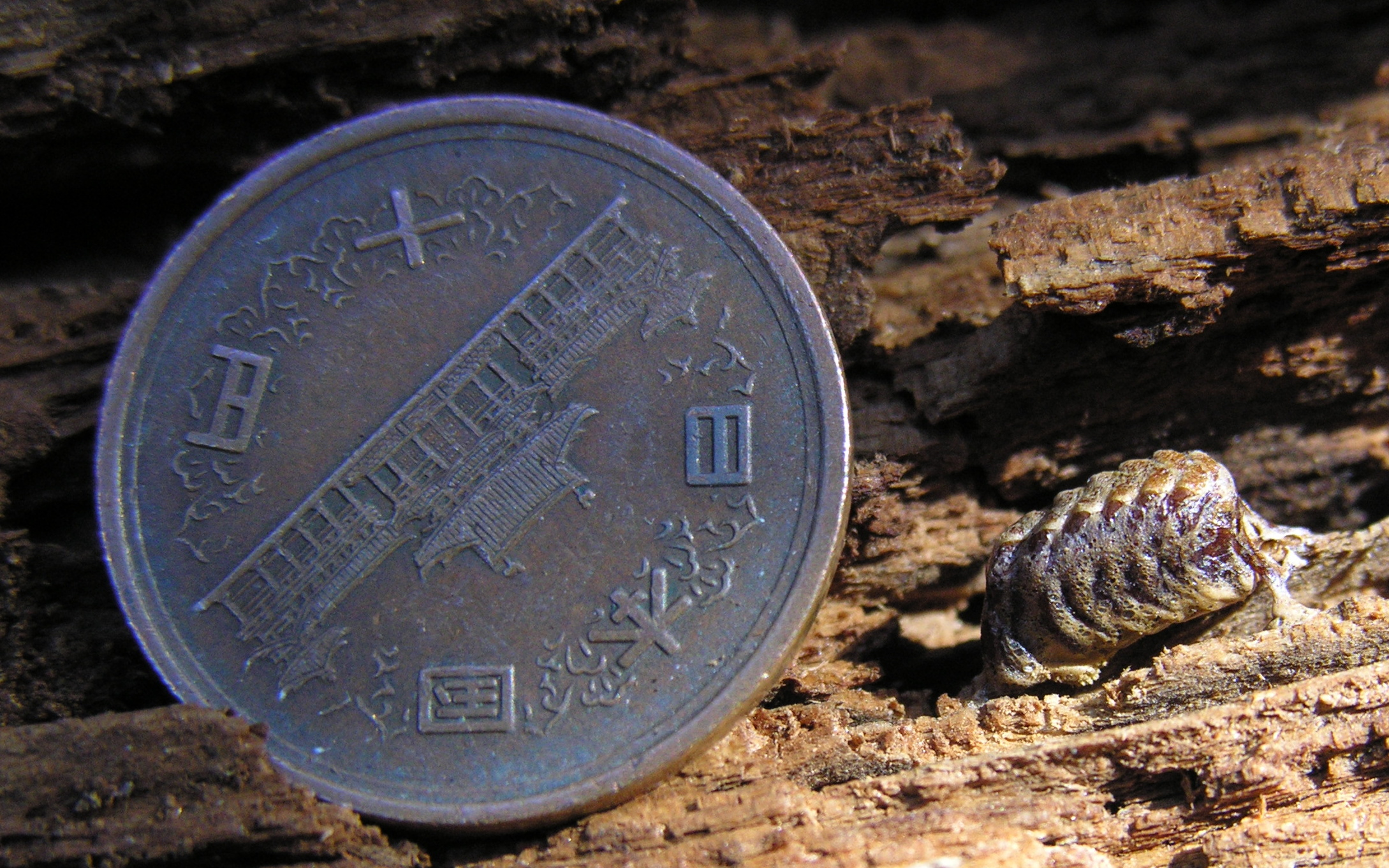
알
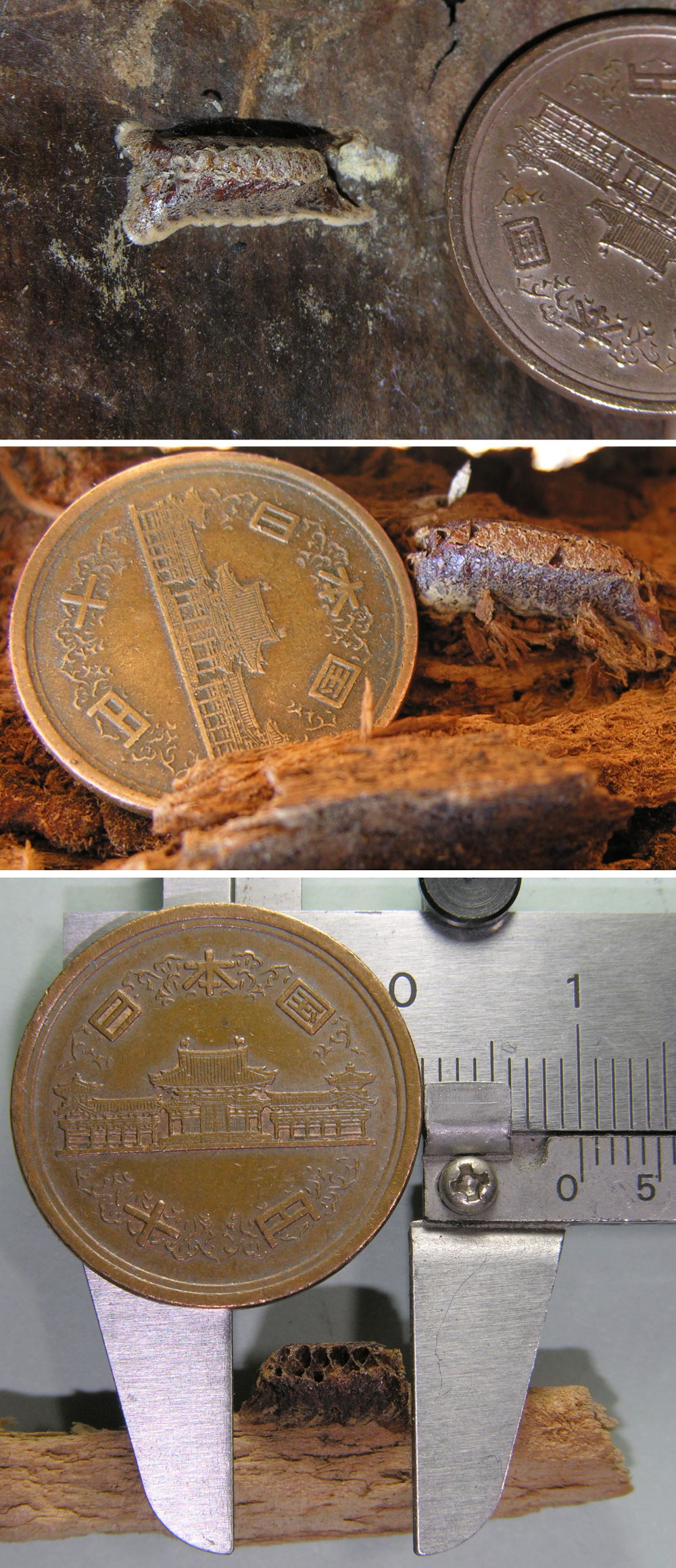
알